# Burien
Burien är en stad i King County i västra Washington i USA. Staden grundades 1864 och är belägen söder om Seattle vid Puget Sound. År 2010 hade Burien drygt 33 300 invånare.